# Laevicardium elatum
Laevicardium elatum är en musselart som först beskrevs av G. B. Sowerby I 1833.  Laevicardium elatum ingår i släktet Laevicardium och familjen hjärtmusslor. Inga underarter finns listade i Catalogue of Life.